# Comitat de Varaždin

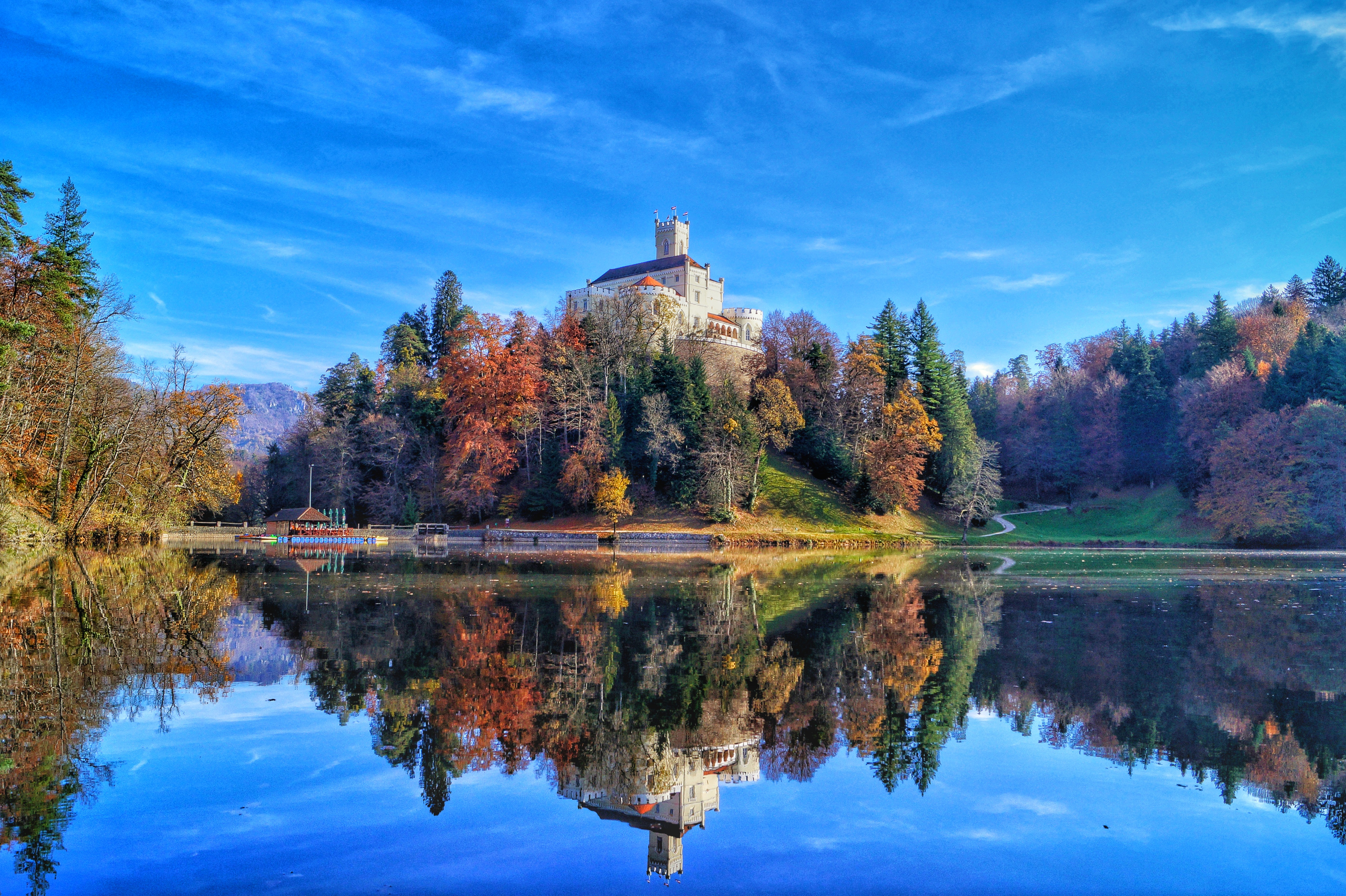
Lac et château de Trakošćan dans le comitat de Varaždin (novembre 2016).

Le comitat de Varaždin (en croate Varaždinska županija) est un comitat croate situé près de la frontière slovène et hongroise sur l’axe autoroutier A4 qui relie Zagreb et Budapest. Aussi, il est bordé par le comitat de Međimurje au nord, le comitat de Krapina-Zagorje au sud-ouest, le comitat de Zagreb au sud et le comitat de Koprivnica-Križevci au sud-est. Le chef-lieu est la ville de Varaždin. Selon le recensement fait en 2011 le comitat est peuplé de 175 951 habitants.

## Villes et municipalités
Le comité de Varaždin comprend 6 villes et 22 municipalités. 

### Villes
- Ivanec 14 434
- Lepoglava 8 718
- Ludbreg 8 668
- Novi Marof 13 857
- Varaždin 49 075
- Varaždinske Toplice 6 973

### Municipalités
- Bednja 4 765
- Beretinec 2 288
- Breznica 2 304
- Breznički Hum 1 575
- Cestica 5 678
- Donja Voća 2 844
- Donji Martijanec 4 327
- Gornji Kneginec 5 259
- Jalžabet 3 732
- Klenovnik 2 278
- Ljubešćica 1 959
- Mali Bukovec 2 507
- Maruševec 6 757
- Petrijanec 4 994
- Sračinec 4 714
- Sveti Đurđ 4 174
- Sveti Ilija 3 532
- Trnovec Bartolovečki 6 852
- Veliki Bukovec 1 578
- Vidovec 5 539
- Vinica 3 747
- Visoko 1 641